# Kals-Matreier-Törl-Haus
Das Kals-Matreier-Törl-Haus ist eine private Schutzhütte in der Granatspitzgruppe der Hohen Tauern in Osttirol.

## Lage und Umgebung
Die Hütte liegt auf 2207 m ü. A. am Kals-Matreier-Törl zwischen Matrei im Westen und Kals im Osten. Der Übergang befindet sich am Kammverlauf zwischen Kendlspitze und Rotenkogel und bietet einen hervorragenden Blick auf den Großglockner und die Schobergruppe. Im Westen reicht die Sicht ins Virgental und zu den Gipfeln der Venedigergruppe.
Trotz Lage im Skigebiet Großglockner Resort Kals–Matrei hat die Hütte in den Wintermonaten geschlossen.

## Tourenmöglichkeiten
Das Kals-Matreier-Törl-Haus ist der einzige Stützpunkt in der südlichen Granatspitzgruppe und wird dementsprechend häufig besucht. Durch zwei auch im Sommer betriebene Seilbahnen steht die Hütte in erster Linie bei Tagesausflüglern hoch im Kurs.

### Zugang zur Hütte
- vom Cimaross, Bergstation der Kalser Gondelbahn (Adler Lounge, 2405 m): ½ Stunde
- von der Bergstation der Matreier Goldriedbahn (2160 m): 1 Stunde
- von Großdorf (1364 m): 2½ Stunden
- von Matrei (975 m): 3½ Stunden

### Tourenziele
- Blauspitze (2575 m), Wanderweg oder Klettersteig (D): 2 Stunden
- Rotenkogel (2762 m): 2 Stunden
- Vordere Kendlspitze (3085 m): 3½ Stunden
- Sudetendeutsche Hütte (2656 m): 4½ Stunden